# Aurières
Aurières – miejscowość i gmina we Francji, w regionie Owernia-Rodan-Alpy, w departamencie Puy-de-Dôme.
Według danych na rok 1990 gminę zamieszkiwało 201 osób, a gęstość zaludnienia wynosiła 18 osób/km² (wśród 1310 gmin Owernii Aurières plasuje się na 649. miejscu pod względem liczby ludności, natomiast pod względem powierzchni na miejscu 770.).